# Philippe Adnot
Philippe Adnot, né le 25 août 1945 à Rhèges-Bessy (Aube), est un homme politique français. Il est sénateur de l’Aube de 1989 à 2020.

## Biographie

### Vie professionnelle
Philippe Adnot étudie à l'école d'agriculture de Sainte-Maure puis à l'Institut de formation des cadres paysans. Une fois devenu agriculteur, il devient co-exploitant de la société civile d'exploitation agricole de l'Ouchotte, à Rhèges-Bessy (actuel Rhèges). Il est un temps président du Centre départemental des jeunes agriculteurs de l'Aube.
Ayant contribué à la création de l'université de technologie de Troyes, il est, depuis 1998, premier vice-président du conseil d'administration de cette école d'ingénieurs[réf. nécessaire], après en avoir été le président pendant trois ans.
Il est président d'honneur de PME Finance[source insuffisante].
Il est, depuis 2022, Président de la Fondation Partenariale de l’UTT.

### Carrière politique

#### Politique locale
Élu au conseil général de l'Aube, dans le canton de Méry-sur-Seine, en 1982, il est réélu en 1988, 1994, 2001 et 2008. Le 10 juillet 1990, il est élu président du Conseil général et est régulièrement réélu par la suite,.
En mars 2015, il est élu conseiller départemental du canton de Creney-près-Troyes en tandem avec Claude Homehr. Ils ont pour suppléants Élisabeth Fèvre et Philippe Pichery. Le 2 avril suivant, il est élu à la présidence du département,.
Atteint par le cumul des mandats, il démissionne du département le 10 mai 2017, et reste donc sénateur. Philippe Pichery le remplace.

#### Politique nationale
Il est élu sénateur de l'Aube le 24 septembre 1989, puis réélu les 27 septembre 1998 et 21 septembre 2008 au 1er tour de scrutin,. Il est élu pour un quatrième mandat, dès le premier tour, le 28 septembre 2014. Il est secrétaire du Sénat entre 1992 et 1998.
Président-fondateur du Mouvement libéral et modéré depuis 1989,, il siège au Sénat au sein de la réunion administrative des sénateurs ne figurant sur la liste d'aucun groupe (RASNAG), dont il est délégué de 1998 à 2020.
Le 31 janvier 2012, il annonce son soutien à François Bayrou, pour l'élection présidentielle de 2012, sans pour autant adhérer au MoDem.

## Décorations
- Chevalier de la Légion d'honneur. Le 29 décembre 2022, Philippe Adnot est nommé au grade de chevalier dans l'ordre national de la Légion d'honneur[17].

- Chevalier de l'ordre du Mérite agricole. Il est chevalier de l'ordre du Mérite agricole[18].